# Убийство Элиягу Ашери
Убийство Элиягу Ашери — террористический акт, совершённый 25 июня 2006 года, в ходе которого боевики палестинских Комитетов народного сопротивления (КНС) похитили, а затем убили 18-летнего израильского поселенца-старшеклассника Элиягу Ашери. Нападение произошло всего через несколько часов после захвата капрала Гилада Шалита, что привело к началу операции «Летние дожди».

## Предыстория
Элиягу Пинхас Ашери (ивр. אליהו פנחסי אשר‎; 2 февраля 1988 — 25 июня 2006) был израильским студентом из поселения Итамар, расположенного на севере Иудеи и Самарии. Он учился в религиозной доармейской мехине (подготовительная программа) «Элиша» в Неве-Цуф. Его отец, Итро Ашери, родом из Аделаиды, принял иудаизм у раввина Филиппа Хайльбрунна из Сент-Килды в 1986 году. На момент своего обращения Итро Ашери переехал из пригорода Аделаиды Гленелг в еврейский центр Норт-Аделаида. Примерно через шесть месяцев после обращения он переехал в Израиль. Сначала он поселился в кибуце Сде-Элияху, где выучил иврит, а затем переехал в ешиву, возглавляемую раввином Хаимом Друкманом. Семья Ашери была одной из основателей Итамара и проживала там с 1991 года.

## Похищение и убийство
В воскресенье, 25 июня 2006 года, Элиягу был похищен по пути из Бейтар-Илита в Неве-Цуф, к северо-западу от Рамаллы.
Во вторник, 27 июня 2006 года, отец Элиягу, Итро Ашери, первоначально подал заявление о пропаже сына в полицию Ариэля. По словам Итро, он не сообщал об отсутствии сына в течение двух дней, потому что Элиягу в прошлом регулярно исчезал на длительные периоды, не поддерживая ежедневный контакт с родителями. Ашери последний раз видели в воскресенье вечером в 21:00, после того как он покинул дом друга в Бейтар-Илите и автостопом добирался возле перекрёстка Французской Горы в Иерусалиме со своим одноклассником.

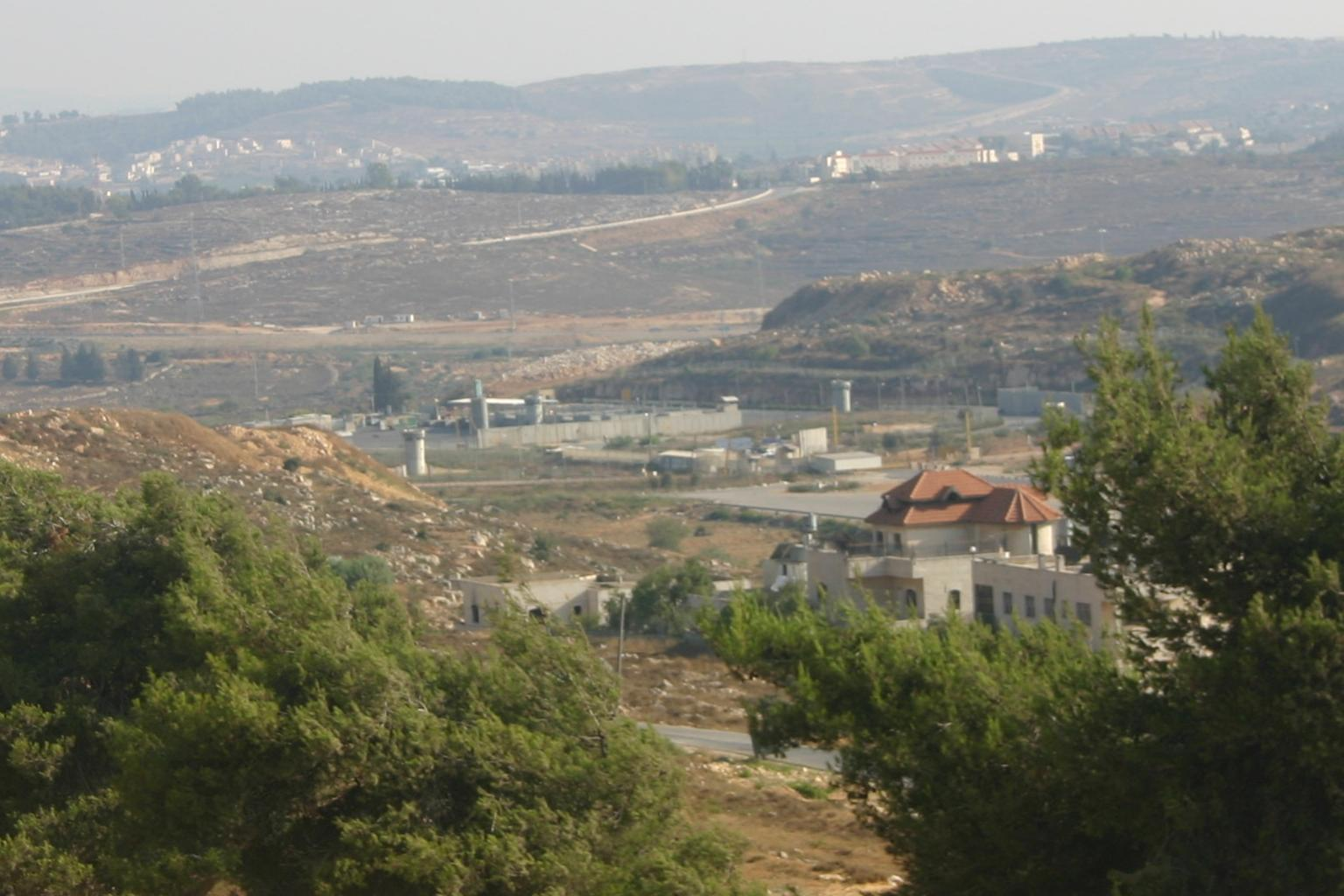
Тело Ашери было найдено 29 июня 2006 года в открытом поле недалеко от деревни Бейтуния

Кроме того, во вторник палестинская группировка «Комитеты народного сопротивления» изначально объявила о похищении еврейского поселенца в Иудее и Самарии.
В среду, 28 июня, Абу Абир, представитель «Комитетов народного сопротивления», заявил, что Ашери будет «зарублен перед телекамерами», если Израиль не прекратит свою операцию «Летние дожди» в Секторе Газа, которая проводилась в ответ на похищение капрала Армии обороны Израиля (ЦАХАЛ) Гилада Шалита. Позже в тот же день «Комитеты народного сопротивления» заявили, что Ашери был убит.
Примерно в 2:30 ночи 29 июня ЦАХАЛ обнаружил тело Ашери, которое было захоронено на открытом поле недалеко от деревни Бейтуния, неподалёку от Рамаллы. Тело Ашери было затем перевезено в Институт судебной медицины Абу-Кабир для экспертизы. Судебно-медицинская экспертиза показала, что Ашери был застрелен выстрелом в голову с близкого расстояния, возможно, в тот же день, когда он был похищен. ЦАХАЛ был приведён на место палестинским боевиком Васамом Абу Рагилой, который был главным подозреваемым в убийстве Ашери. Он был арестован в среду антитеррористическим подразделением израильской полиции и войсками ЦАХАЛа и признался в ходе допроса в своём участии в похищении и убийстве Ашери, а также предоставил конкретные детали о местонахождении тела Ашери.

## Исполнители
Комитеты народного сопротивления взяли на себя ответственность за нападение и предъявили удостоверение личности Ашери. Расследование, проведённое Шин Бет, показало, что похищение было совершено террористической ячейкой «Танзим», связанной с КНС в Рамалле, по указанию руководства КНС в Газе.

## Похороны

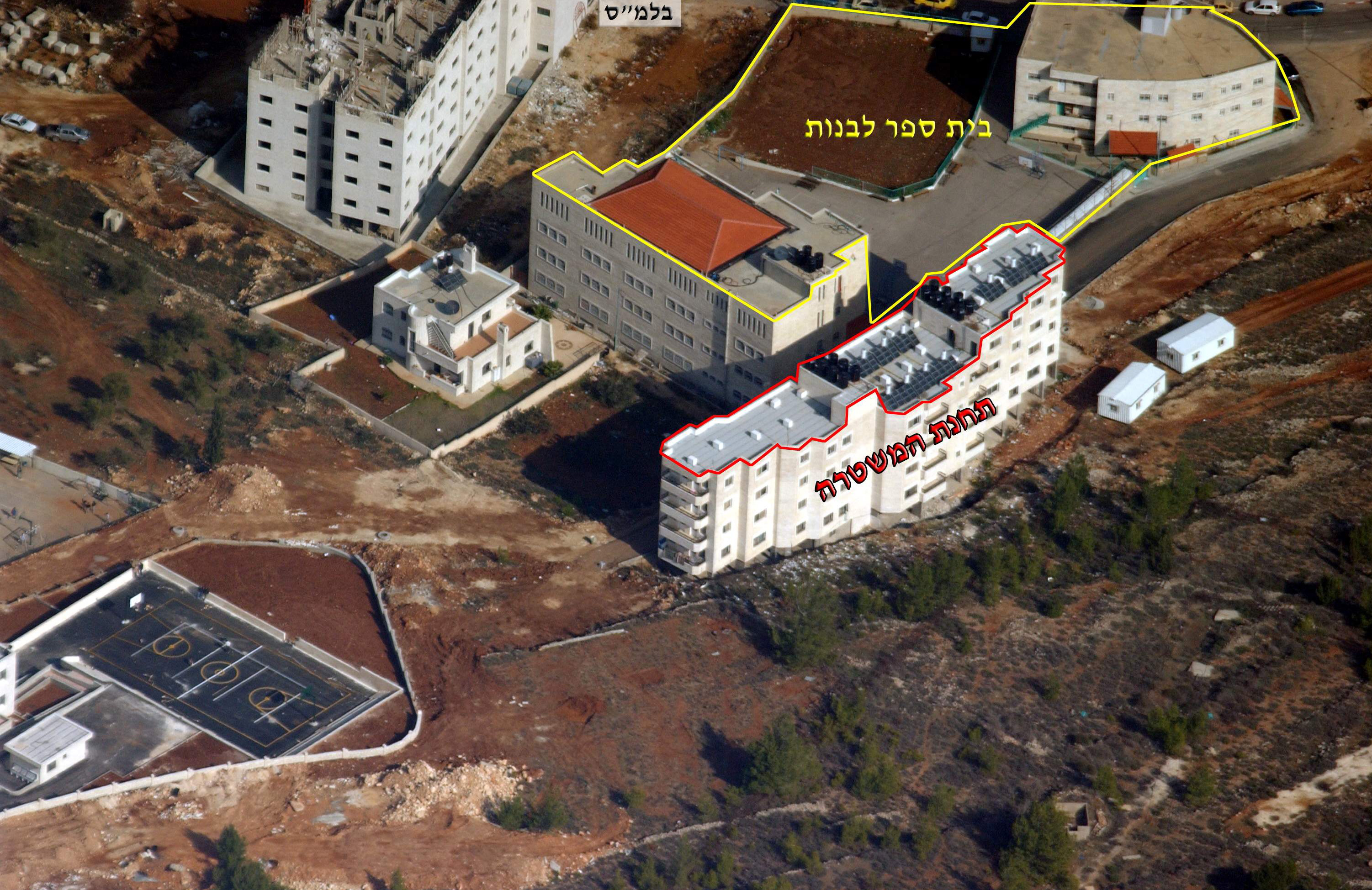
Трое убийц спрятались в палестинском полицейском участке, прежде чем их арестовали силы Армии обороны Израиля. На этом аэрофотоснимке показано их местонахождение

Тысячи людей присутствовали на похоронах Ашери, которые состоялись в тот же день, когда было найдено его тело, во второй половине дня кладбище на Елеонской горе в Иерусалиме. Главный сефардский раввин Шломо Амар произнёс поминальную речь на похоронах Ашери.

## Последствия
Утром 4 июля 2006 года, в ходе совместной операции, проведённой ЦАХАЛом и израильскими силами безопасности, трое боевиков «Танзим», убивших Элиягу Ашери и скрывавшихся в здании штаб-квартиры палестинской полиции в Рамалле, были задержаны после трёхчасового противостояния. Этими тремя мужчинами были Бассам Шафик Атия Ахтия, Хамзе Салах Тактук и Айхам Фуаб Найеф Камамджи. Сообщалось, что все трое являлись членами «Бригад мучеников Аль-Аксы» и служили в силах безопасности Палестинской автономии.
1 января 2007 года Камамджи был приговорён к двум пожизненным заключениям за убийство Элиягу Ашери. В августе 2021 года он сбежал из тюрьмы в рамках побега из тюрьмы Гильбоа, но был пойман две недели спустя.